# Cistogaster agata
Cistogaster agata là một loài ruồi trong họ Tachinidae.